# Skeiða- og Gnúpverjahreppur
Skeiða- og Gnúpverjahreppur est une municipalité située au centre de l'Islande.

## Démographie
Évolution de la population :
2011: 505
2022: 576 